# Dadadon
Dadadon is een geslacht van uitgestorven traversodontide cynodonten dat tijdens het late Midden-Trias in Madagaskar leefde. De enige soort in het geslacht is Dadadon isaloi.
De typesoort Dadadon isaloi werd in 2000 benoemd door Flynn e.a. De geslachtsnaam eert François d’ Assie 'Dada' Randrimanendrika, een plaatselijke medewerker bij de opgravingen. De soortaanduiding verwijst naar de Isalo II-lagen waar het fossiel gevonden is. Het holotype is UA-10606, een schedel zonder onderkaken.
In 2005 werd een tweede soort benoemd, Dadadon besairiei, maar niet beschreven zodat het een nomen nudum bleef. Achteraf werd dit gezien als een jonger synoniem van de typesoort.
Twee schedels, waaronder FMNH PR2232, en vele kaakfragmenten zijn toegewezen.